# Tina Weirather
Christina «Tina» Weirather  (Gamprin, Liechtenstein; 24 de mayo de 1989) es una esquiadora liechtensteiniana retirada. Ha ganado 1 Medalla en el Campeonato del Mundo (1 de plata), 2 Copas del Mundo en disciplina de Super Gigante y tiene 9 victorias en la Copa del Mundo de Esquí Alpino (con un total de 41 pódiums).
Es hija de los esquiadores retirados Harti Weirather (de Austria) y Hanni Wenzel (de Liechtenstein), que ambos fueron varias veces Campeones Olímpicos y/o Campeones del Mundo, y que ganaron también varias veces la General y Disciplinas de la Copa del Mundo, con numerosas victorias y pódiums.
El 25 de marzo de 2020 anunció su retirada del esquí profesional a través de la red social Instagram, dado que las medidas de confinamiento impuestas por la pandemia de COVID-19 impidieron realizar una rueda de prensa.

## Resultados

### Juegos Olímpicos de Invierno
- 2006 en Turín, Italia
  - Super Gigante: 33.ª

### Campeonatos Mundiales
- 2005 en Bormio, Italia
  - Super Gigante: 31.ª
- 2013 en Schladming, Austria
  - Descenso: 13.ª
  - Eslalon Gigante: 27.ª
- 2015 en Vail/Beaver Creek, Estados Unidos
  - Eslalon Gigante: 4.ª
  - Super Gigante: 6.ª
  - Descenso: 11.ª
- 2017 en St. Moritz, Suiza
  - Super Gigante: 2.ª
  - Descenso: 10.ª
  - Eslalon Gigante: 19.ª

### Copa del Mundo

#### Clasificación Copa del Mundo
| Temporada | Edad | Pos. General | Eslalon | Esl. Gigante | Super Gig. | Descenso | Combinada |
| --------- | ---- | ------------ | ------- | ------------ | ---------- | -------- | --------- |
| 2007      | 17   | 56           | —       | 23           | 51         | 43       | 16        |
| 2008      | 18   | 109          | —       | 39           | —          | —        | —         |
| 2009      | 19   |              |         |              |            |          |           |
| 2010      | 20   | 58           | —       | 41           | 25         | 38       | 32        |
| 2011      | 21   |              |         |              |            |          |           |
| 2012      | 22   | 9            | —       | 30           | 7          | 2        | 33        |
| 2013      | 23   | 18           | —       | 37           | 9          | 6        | —         |
| 2014      | 24   | 5            | —       | 10           | 3          | 4        | 17        |
| 2015      | 25   | 10           | —       | 10           | 8          | 7        | —         |
| 2016      | 26   | 4            | 43      | 5            | 2          | 8        | —         |
| 2017      | 27   | 7            | —       | 13           | 1          | 5        | —         |
| 2018      | 28   | 6            | —       | 31           | 1          | 3        | —         |
| 2019      | 29   | 17           | —       | 56           | 3          | 15       | —         |
| 2020      | 30   | 24           | —       | —            | 16         | 23       | —         |

#### Victorias en la Copa del Mundo (7)
- 7 victorias – (1 de Descenso, 5 de Super Gigante y 1 de Eslalon Gigante)
- 31 podios – (11 de Descenso, 14 de Super Gigante y 6 de Eslalon Gigante)

| Temporada | Fecha                   | Lugar                  | Disciplina      |
| --------- | ----------------------- | ---------------------- | --------------- |
| 2013      | 1 de marzo de 2013      | Garmisch-Partenkirchen | Super Gigante   |
| 2014      | 14 de diciembre de 2013 | St. Moritz             | Super Gigante   |
| 2014      | 22 de diciembre de 2013 | Val d'Isère            | Eslalon Gigante |
| 2015      | 7 de marzo de 2015      | Garmisch-Partenkirchen | Descenso        |
| 2016      | 21 de febrero de 2016   | La Thuile              | Super Gigante   |
| 2016      | 17 de marzo de 2016     | St. Moritz             | Super Gigante   |
| 2017      | 16 de marzo de 2017     | Aspen                  | Super Gigante   |